# Anthrax syrtis
Anthrax syrtis är en tvåvingeart som först beskrevs av Daniel William Coquillett 1887.  Anthrax syrtis ingår i släktet Anthrax och familjen svävflugor. Inga underarter finns listade i Catalogue of Life.